# Rozwozin
Rozwozin – wieś w Polsce, położona w województwie mazowieckim, w powiecie żuromińskim, w gminie Żuromin. Ma statussołectwa.
| SIMC    | Nazwa    | Rodzaj    |
| ------- | -------- | --------- |
| 1060607 | Sieraków | część wsi |

Do 1954 roku istniała gmina Rozwozin. W latach 1975–1998 wieś administracyjnie należała do województwa ciechanowskiego.
Wierni Kościoła rzymskokatolickiego należą do parafii św. Floriana w Poniatowie.